# 愛の疾走
『愛の疾走』（あいのしっそう）は、三島由紀夫の長編小説。諏訪湖で漁夫をしている貧しい素朴な青年と、湖の向うに建つ最先端の近代的なカメラ工場で働く清純な娘が、様々な障害を乗り越えて愛を育ててゆく純愛物語。この若い2人に恋をさせ、小説にしようと企む男と、その策略を知った妻や主人公たちとが複雑に絡み合う巧みな劇中劇の娯楽的な趣の中にも、日本の小村の伝統的な暮らしや祭の風物を背景に、産業進歩に伴って失われてゆく湖の自然が描かれ、輝かしい近代化の先の未来が光ばかりだけではないことが暗示されている。娯楽的な作品ではあるが、その中に三島の文学観や人生観も盛り込まれており一風変わった趣となっている。
1962年（昭和37年）、雑誌『婦人倶楽部』1月号から12月号に連載された。単行本は翌年1963年（昭和38年）1月20日に講談社より刊行された。発表当初、映画化の企画があったが実現はされなかった。

## 執筆動機
三島由紀夫は、恋愛小説『愛の疾走』を連載するにあたって、以下のように〈新らしさ〉の意味について語っている。

## あらすじ
小さな半農半漁の貧しい村で暮す田所修一は、諏訪湖で漁夫をしている。諏訪湖の向う側の下諏訪には数年前にできた近代的な白いカメラ工場がある。その「デルタ・カメラ」は最先端技術で、今では世界にその名を鳴りひびかせ、諏訪工場はアメリカよりもモダンで最新設備が整っていた。修一は先祖代々引き継いできた漁夫の仕事に誇りを持ってはいたが、「デルタ・カメラ」で働く垢ぬけた美しい娘たちが眩しく見え、彼女たちの恋の相手には不釣合いな自分の身に引け目を感じていた。
農家の娘の正木美代は松本市の高校卒業後、「デルタ・カメラ」の工場に就職し、IBM室でキーパンチャーをしている。毎日キーを叩いてカードに何千何万と穴をあける作業は薬指が腫れ辛いこともあるが、美代は何もかも清潔で明るい環境が整った近代的な工場勤務に満足し、女子社員寮で同僚とも仲良く生活していた。しかし美代は他の女子のように流行歌手や人気俳優には夢中になれず、職場の男子たちの奇を衒った振る舞いや、流行の靴を自慢げに履いて気を惹こうとする態度にも惹かれなかった。
上諏訪町に住む大島十之助は漁協に勤める46歳で、同人雑誌歴25年の芽が出ない小説家志望である。十之助は、都会人には書けない、美しい湖畔を背景にした恋愛小説「愛の疾走」の執筆計画をし、中央文壇を驚かしてやろうと意気込んでいた。十之助の妻は町一番の映画館のすぐ前で喫茶店「アルネ」を開き、十之助の同人費用を出してやっていたが、売れない小説道楽をやめてもらいたいと思っていた。ある晩秋の夕方、漁協からの帰り道、十之助が小説の構想を練りながら歩いていると、自転車で映画館に向おうとする田所修一と偶然会った。真面目に働く修一に前から好感を持っていた十之助は、「この青年に何かすばらしい恋愛をさせてやればいいんだ」と急にインスピレーションが沸いた。十之助は、コーヒーをおごるから映画の帰りに、「デルタ・カメラ」の娘たちがよく遊びにくる「アルネ」にぜひ寄りたまえと修一を誘った。修一は顔を赤らめた。
山野旭（小林旭）の映画を観た後、修一が「アルネ」に入ることに躊躇し、すぐ近くのバス停のベンチに座っていると、「アルネ」から3人の美しい娘たちが出てきた。その中の、夜目にも美しい色白の1人に修一は強く惹かれ、ベンチに座った娘たちの会話に耳を傾けた。娘たちは小説のタネに漁夫の青年を紹介してやると十之助に言われたらしかった。修一の惹かれた娘の名は、「正木」だった。下諏訪行きのバスが来た。修一はバスに乗るつもりはなかったが、なぜか自分でも分らず自転車を担いで先に乗り込もうとしてしまった。車掌に乗車拒否され娘たちに笑われてしまったが、その時に修一をくぐり抜けてバスに乗った美代と目が合った。その短い一瞬で2人はお互い一目ぼれしてしまった。修一は夢心地で「アルネ」の扉を開けた。十之助は2階で麻雀をしていて、奥さんだけがカウンターにいた。夫の小説書きに反対の彼女は、修一が恋愛小説のモデルにされていることを全部バラし、夫の企みの全くない場所で「デルタ・カメラ」の女の子と引き合せてあげると約束した。
ある曇った日曜日の午後3時、修一は高島公園にやって来た。「アルネ」の奥さんから宝探し（同じ色のおはじきの相手同士がペアになる）の合コンの知らせがあったのだ。時間になっても誰も集まらず、ときどき霧雨が降る中、修一は1人で宝探しを始め、赤いおはじきを見つけた。そして高台に昇って行くと、そこに「正木」というあの娘がいた。美代も修一を見て驚いた。2人はお互いの赤いおはじきを確認した。バス停で会ったことをおぼえていたかと訊く美代に、「忘れるわけないよ」と思わず大胆なことを言う自分に修一は驚いた。誰も来ない公園を2人は散歩し、自然に寄り添いキスをした。そんな2人の後を、十之助が尾行し観察していた。彼は妻の策略を「アルネ」の階段の陰から盗み聴きしていたのだった。
十之助は2人の順調なランデブーを壊すため、護国神社の前にとめておいた修一の大切な自転車を盗んだり、貧乏な修一が美代に引け目を感じていることを彼女に教え、漁夫の仕事が見たいという美代に付添ったりした。しかし、自転車が盗まれ動転して怒りを見せる真剣な修一の顔や、汚い身なりで活き活きと働く漁夫の姿を見た美代は、立派に生活と戦っている男らしさをそこにみとめ、逆にますます修一を好きになった。御神渡りが見られなかった諏訪湖もやっと1月下旬に氷結した。魚の採卵の仕事に忙しい合間をぬい、修一は美代とのスケートのデートを楽しんだ。
2月下旬、もうスケートのシーズンは終りかけていた。修一が氷上の穴から小海老を釣る仕事を終えた時、美代が修一をめざして一気に滑って来た。美代は途中から岸を歩くのを止め、恋人・武田勝頼のために諏訪湖を飛んでいった八重垣姫さながら、スケートで修一の元へ飛んできたのだった。キスをし、氷上で愛の疾走する幸福な2人の周りの氷が溶け崩れはじめた。危機のその瞬間、お互いを気づかい見つめ合う2人の間に本当の愛が確かめられ、絶頂と恐怖の氷上に修一と美代は取り残された。その時、岸の貸しスケート屋には、水産庁の役人の案内役を頼まれた十之助夫婦や、二流の温泉旅館・しろがね荘のゴシップ好きの婆がいた。ボートで助けられた修一と美代を待ち構えていたのは、地元の諏訪新聞の記者や大勢の見物人だった。しろがね荘の婆が電話で呼んだのだった。十之助はこの騒ぎを利用し、2人の交際発表の記者会見を小屋でセッティングした。
翌日の諏訪新聞に、「諏訪湖に春の訪れ アベック・スケータアーとんだ御難 『愛の疾走』中の出来事」という見出しで、2人の写真入りの面白半分の記事が出た。修一と美代はどこへ行っても冷やかしの的となった。修一の祖父は喜んだが、生真面目な母親はこのスキャンダルに怒り、しろがね荘の婆が吹き込んだ嘘の陰口で美代をアバズレだと思い込んで、息子の恋を禁じた。2人の仲はだんだん周囲の目や圧力に負け、気まずくなった。「あんな貧乏漁師なんかと、本気で恋愛なんかしていやしないわ」と美代が言ったという噂を母から聞かされ、修一は打ちのめされていた。
疎遠になった修一と美代のために、5月の下諏訪神社の御柱祭に十之助夫婦は美代を誘った。奥さんの秘密裡の助言で修一が上社の方の参加をやめ、下社の祭にしたことを十之助は感づいていた。御柱の上にまたがっている若者の中に、勇敢に中腰で立つ修一の姿があった。滑りころがり落ちる修一は、美代の見ている前で死んでもいいと思ったが、怪我もなく無事だった。しかし十之助夫婦の期待にもかかわらず、祭の直後も美代は修一と会うきっかけがつかめなかった。2人は相手のことを忘れようとあきらめ出し、季節は夏になった。
夏の休日の最初の日、美代は1人でピクニックに行くため、霧ヶ峰行きのバスに乗った。美代がバスに乗り込む姿を、ちょうど、コーヒー豆を「アルネ」に仕入れている雑貨店・緑屋のオート三輪の助手席にいた大島夫人が見かけた。彼女は緑屋の小僧に命じ、急いで修一の家へ向かい、夫・十之助が危篤だと嘘をつき、修一を車に乗せて美代のバスを追跡させた。奥さんは美代がバスを降りた場所で、「最後のチャンスよ」と修一を励まし、置き去りにしていった。修一は美代の名前を呼び、後を追った。自殺するつもりだった美代は逃げたが追いつかれた。修一は泣いている美代を抱きしめ、2人は初めて結ばれた。美代に純潔のしるしを見た修一は結婚を誓った。
環境が違う2人の結婚の現実性に悩む美代に、工場の門衛で、そこの元地主のおじさんが相談に乗ってきた。おじさんは修一の就職を会社に口利きしてもいいと言った。さらに十之助夫婦の計らいで、修一の母親の美代に対する誤解も解け、祖父の忠言によって修一も、衰退してゆく諏訪湖の漁師の仕事から,「デルタ・カメラ」の配送部の仕事に転職することになった。2人の間の障害や生活の問題も解決し、簡素な結婚式を挙げた。修一は美代と一緒に会社の新婚寮に住むことになり、諏訪神社の秋宮にお参りした。2人は希望に充ちた顔で、白いモダンな工場を見上げた。
と、ここまで書いて大島十之助は、こんな小説のラストに何か物足りないような気がし、「デルタ・カメラ」の御用小説のような感じがしてきた。そこでふと朝刊を見ると、東京の或る会社のビルから文明病を患ったキーパンチャーが飛び降り自殺をした記事があった。ピンときた十之助は物語の最後の部分を書き直し、修一と美代が未来の光りに包まれて眺める工場の6階の窓から何かが落下し、2人が抱き合って怯え、工場へ向かって救急車が走るラストに変更した。

## 登場人物
田所修一
諏訪湖で漁夫をしている青年。純朴で正直で、昔ながらの気風。祖父と母と姉と諏訪湖近くの小野崎村に居住。父は戦死。貧しい家計を支えている。
正木美代
19歳。美少女。色白で小さな細面の顔ですらりとした容姿。健康さと活気が窺われる話し方。芸能人には興味はない。松本市の高校を卒業し、テルタ・カメラに就職。工場のIBM室でキーパンチャーをし、女子寮に住んでいる。
大島十之助
46歳。小説『愛の疾走』完成時は47歳。小説家志望の男。漁業組合に勤務。上諏訪町で同人雑誌「湖畔文学」を先年はじめた。21歳の時に初めての同人雑誌「孟夏」を出し、同人歴25年。「湖畔文学」をはじめてから姓名判断で今のペンネームに変えた。本名は相沢。妻と上諏訪町に居住。妻は喫茶店「アルネ」を経営している。
大島の妻
30代。化粧はほとんどしない。細く美しい指。上諏訪町一の映画館みずうみ座のすぐ前で喫茶店「アルネ」を営む。夫の同人費を出している。
増田
美代の同僚の女子社員。大柄で大ざっぱで気まぐれな性格。子供っぱい感傷家でロマンチスト。化粧の仕方も大ざっぱで南国風な容姿。身長五尺三寸以上の男の人にしか興味がない。
成瀬
美代の同僚の女子社員。小柄でじっと考える風な性格だが、行動は思い切ったことをする。物事によく気がつき、くるくるよく動く目で可愛い印象だが、そのわりにはユーモアがなく生まじめ。
秘書課の住川
テルタ・カメラ工場の秘書課にいる男性社員。小柄で肥り、すっとんきょうな眼鏡をかけている。
久本
大島十之助の文学友だち。小説家志望。諏訪銀行に勤務。セドリックに乗っている。魚の採卵を見物する美代を、大島と一緒に取材観察。
秋山おじさん
テルタ・カメラ工場の門衛。一人暮らしの元農民。戦争中は、リュックをかついで藷を買いに来た東京者をいじめて金を搾り取っていた。戦後は、農地を「デルタ・カメラ」に高く買い上げられ、門衛となる。美代を贔屓にし、いろいろ助言をする。
しろがね荘の婆
二流の温泉旅館を経営。仕事は娘夫婦に委せて、人の噂話ばかりしている暇人。男と女が並んで歩いているだけでスキャンダルをでっちあげる。陰口の天才。大島夫人はこの婆が大きらい。
貸スケート屋のおやじ
しろがね荘の婆と仲良く道徳論をする。口やかましいが、処置が機敏。
丸井
漁業組合長。野太い声。深い皺だらけの手。赤ら顔。
水産庁の役人
眼鏡をかけた紳士2人。
諏訪新聞社の記者たち
ちびた鉛筆でメモを取る、うすのろの眼鏡をかけた男と、写真班。
修一の祖父
漁師。若い頃の女道楽の自慢をしたがる。頑健な丸刈り頭の白髪。赤黒い肌。
田所勝
修一の母。45歳。陸軍歩兵軍曹だった夫は戦死。白粉気のない寡婦。働き者で情が深いのに、自分の娘を傷つけるような破壊的な言動をすることがある。男女交際に潔癖すぎる性格。
田所信枝
修一の姉。24歳。貧血質ではっきりしない顔立ち。色気に乏しい。体が弱く家で家事をしている。異性のことなど考えている影もない。
御柱祭の参加者一行
こまかい黒白の碁盤縞の法被に黒の股引と、水浅黄の鉢巻をした若衆。花笠の老人の歌い手たち。
新宿の青年たち
流行の服装を身につけた3人組。金持息子らしい坊ちゃん風のナンパ師。
緑屋の小僧
「アルネ」がコーヒー豆を仕入れている雑貨屋の小僧。オート三輪で配達。心附けをあてに車を陽気にすっ飛ばす。

## 作品評価・研究
『愛の疾走』は、登場人物の関係図も『禁色』の配置と類似したものが見られ、小説家の大島十之助が青年の田所修一に目を付けて、裏から観察して操ろうとするところや、大島夫人を修一の庇護者として配置させているところなどにも共通項がある。また、読物として娯楽的な趣向の中にも、三島の人生観や文学観がさりげなく書かれており、最終章には、〈かういふ天才は若死するのが普通だが、四十七歳になつてまだ生きてゐるところを見ると、何事にも例外といふものはあるらしい〉などという意味深な文も散見される。
清水義範は、「三人称」で進行する通常の章に間に、登場人物のうちの3人が「一人称」で語る章が入れ込んでいる点に着目し、その普通の小説には見られない形式を、「これだけでも、ちょっとした実験である」と述べ、その人称違いの章を、うまく書き分けるだけでもかなり難しく、それを、「破綻なく小説の中に組みこむのは至難の技である」と解説している。
また清水は、主人公2人と、彼らをモデルに小説を書こうとする作者と、作者の思い通りになりたくないと考える主人公という、「メタ・フィクション」的な複雑な二重構造について説明しながら、「どう考えてもこれは、三島由紀夫にしては軽い通俗恋愛小説なのだが、この構造を持っているところが只物ではないわけだ」と述べ、例えば、小説のヒロイン・美代が作者・大島を意識し、「くそっ、作者が私を観察してやがる、と思う登場人物の心理」を、「ゾクゾクしてしまうところ」だとして挙げて、以下のように評している。
横尾忠則は、三島が随筆『ポップコーンの心霊術―横尾忠則論』の中で、幼い頃に便所で見ていた片脳油（樟脳白油、防臭殺虫液）の壜のレッテルについて回想している以下のような箇所を引きながら、この『愛の疾走』という小説が、登場人物・大島十之助が書いている小説だという「入れ子構造」になっている点に触れて、三島の「モノマニアックな趣味」が導入されているとし、そこがこの小説に「不思議なマジカルな空間を張り巡らしている」と評している。
また横尾は、主人公の修一と美代が、小説家・大島の策略の思惑から逃げてやろうと企むところは、作者・三島自身が様々な小説を執筆中、思惑通り登場人物が動いてくれず、彼らが独自の行動をし始めるという体験を、図らずも告白してしまっているようだと考察している。そしてこの小説の「最大の見せ場」は、この「十之助の小説の題名」を、「三島由紀夫『愛の疾走』」と、三島自身が「パクって」しまうところだとし、それを、「歌舞伎の舞台で三島由紀夫扮する大泥棒の石川五右衛門が大見得を切ったように思える」と喩えて、そういった三島の遊び心やおちゃめな性格が垣間見られ、同じ小説家の大島十之助という登場人物を弄ぶところが面白いと評しながら、それは、三島の大嫌いな「想像力の欠落した私小説作家をカリカチュアライズして皮肉っている」と説明している。

## おもな刊行本
- 『愛の疾走』（講談社、1963年1月20日） NCID BN10994007
  - 装幀：東君平。紙装。機械函。黄色帯。235頁
  - 帯（表）に著者肖像写真。帯（裏）に「東映映画化決定」とあるが、この映画化は実現していない。
  - ※ 第1刷の表記で奥付の発行月日が「3月10日」のものがある。
- 『愛の疾走』（講談社・ロマン・ブックス、1964年8月10日） 
  - 装幀：小松久子。紙装。カバー（裏）に著者肖像写真。
- 文庫版『愛の疾走』（ちくま文庫、1994年3月24日）
  - 装幀：安野光雅。カバー装画：山本容子
  - 解説：清水義範「二重構造小説のたくらみ」
- 文庫版『愛の疾走』（角川文庫、2010年11月25日）
  - カバー装幀：國枝達也。橙色帯。帯（表）に著者肖像写真。
  - 解説：横尾忠則

### 全集収録
- 『三島由紀夫全集12巻（小説XII）』（新潮社、1974年2月25日）
  - 装幀：杉山寧。四六判。背革紙継ぎ装。貼函。
  - 月報：野坂昭如「三島ラビリンス」。《評伝・三島由紀夫 10》佐伯彰一「伝記と評伝」。《同時代評から 10》虫明亜呂無「『永すぎた春』をめぐって」
  - 収録作品：「永すぎた春」「足の星座」「色好みの宮」「影」「お嬢さん」「愛の疾走」
  - ※ 同一内容で豪華限定版（装幀：杉山寧。総革装。天金。緑革貼函。段ボール夫婦外函。A5変型版。本文2色刷）が1,000部あり。
- 『決定版 三島由紀夫全集9巻 長編9』（新潮社、2001年8月10日）
  - 装幀：新潮社装幀室。装画：柄澤齊。四六判。貼函。布クロス装。丸背。箔押し2色。
  - 月報： ドナルド・リチー「三島の思い出――最後の真の侍――」。川島勝「三島由紀夫の豪華本」。［小説の創り方9］田中美代子「人間を改造する」
  - 収録作品：「愛の疾走」「午後の曳航」「肉体の学校」「『午後の曳航』創作ノート」